# Heraclia annulata
Heraclia annulata är en fjärilsart som beskrevs av Aurivillius 1925. Heraclia annulata ingår i släktet Heraclia och familjen nattflyn. Inga underarter finns listade i Catalogue of Life.